# Чарли (село)
Чарли — село в Кукморском районе Татарстана. Административный центр Чарлинского сельского поселения.

## География
Находится в северо-западной части Татарстана на расстоянии приблизительно 22 км на восток-юго-восток по прямой от районного центра города Кукмор.

## История
Основано в конце XVIII века, упоминалось также как Новопоселённая Тулба. В 1902 году была построена Никольская церковь.

## Население
Постоянных жителей было: в 1859 году — 442, в 1897—806, в 1908—853, в 1920—667, в 1926—703, в 1949—583, в 1958—448, в 1970—280, в 1979—267, в 1989—295, 339 в 2002 году (русские 75 %), 273 в 2010.